# Gabrieli Consort & Players
Gabrieli Consort & Players es un conjunto vocal e instrumental británico especializado en la interpretación de obras sacras del Renacimiento y el Barroco. Fue fundado en el año 1982 por su director: Paul McCreesh. 

## Repertorio
Al principio de su carrera, grabaron sobre todo obras sacras de compositores renacentistas del siglo XVI, como Palestrina, Tomás Luis de Victoria, Cristóbal de Morales, Michael Praetorius, Orlando di Lasso y Andrea y Giovanni Gabrieli, tío y sobrino respectivamente, músicos en los que se basa el nombre del grupo. 
Posteriormente han interpretado y grabado obras de compositores del Barroco como Henry Purcell, Heinrich Schütz, Johann Sebastian Bach y Händel. De este último, han grabado varios oratorios y obras sacras como El Mesías, Theodora, Saúl y Salomón. 
En los últimos años han ampliado su repertorio más allá del Barroco, grabando obras de Haydn (La Creación), Mozart (Gran misa en do menor) y Gluck (Paris y Helena).
También han participado en proyectos como los Conciertos Participativos, organizados por la Obra Social la Caixa, como El Mesías Participativo en Tenerife (diciembre de 2016).

## Discografía
Desde el año 1993, el grupo graba en exclusiva para Archiv Produktion, una de las marcas de la discográfica alemana Deutsche Grammophon.
- 1987 - Carissimi: Jephte, Jonas, Judicium Salomonis. Meridian KE 77132

- 1990 - A Venetian Coronation 1595. Grand ceremonial music for the coronation of Doge Marino Grimani.[3] Virgin Veritas VC791110-2 VC7590062.

- 1993 - Venetian Vespers - 1643. Monteverdi, Rigatti,[4] Grandi, Cavalli. Archiv 459 457-2 (2 CD).

- 1993 - Palestrina: Missa Hodie Christus Natus Est. Archiv 437 833-2

- 1993 - Christmas in Rome. Palestrina, Vivaldi. Archiv 437 833-2.

- 1994 - Michael Praetorius: Christmas Mass. Archiv 439 250-2

- 1995 - Victoria: Requiem. Officium Defunctorum 1605. Archiv 447 095-2.

- 1995 - Purcell: Harmonia Sacra. Archiv 445 829-2

- 1996 - Purcell: Ode Hail, Bright Cecilia (Ode for St Cecilia's Day 1692). Archiv 471 728-2

- 1996 - Gabrieli: Music for San Rocco. Archiv 449 180-2.

- 1996 - Morales: Mass for the Feast of St. Isidore of Seville. Archiv 449 143-2, Archiv "Blue" 474 228.

- 1997 - Gabrieli / Lassus: Venetian Easter Mass. Archiv 453 427-2

- 1997 - Handel: Messiah. Deutsche Grammophon Archiv 453 464-2

- 1998 - Morales: A Requiem for Philip II. Archiv 457 597-2.

- 1998 - Biber: Missa Salisburgensis.[5]

- 1998 - Bach: Epiphany Mass. Archiv 457 611-2

* 1999 - Handel: Solomon. Archiv 459 688-2
- 1999 - Schütz: Christmas Vespers. Archiv 463 046-2

- 2000 - Handel: Theodora. Archiv 469 061-2

- 2000 - Sheppard: Cantate Mass. Archiv 457 658-2

- 2001 - Bach: Easter Oratorio / Magnificat. Archiv 469 531-2

- 2001 - A Venetian Christmas. Gabrieli, de Rore. Archiv 471 333-2

- 2002 - Music for the Duke of Lerma. Archiv 471 694-2 (2 CD).

- 2002 - Bach: St Matthew Passion. Archiv 474 200-2

- 2003 - Handel: Saul. Archiv 474 510-2

- 2004 - Biber: Requiem. Archiv 474 714-2

- 2005 - Gluck: Paride ed Elena. Archiv 477 541-5

- 2005 - Mozart: Great Mass in C minor. Archiv 477 574-4

- 2006 - Monteverdi: Vespers. Archiv 477 614-7

- 2007 - The Road to Paradise. Deutsche Grammophon 477 6605

- 2008 - Haydn: The Creation. Archiv 477 7361

- 2009 - A Spotless Rose. Deutsche Grammophon 477 7635.

- 2009 - Handel: Arias. Con Rolando Villazón. Deutsche Grammophon 477 8056

DVD:
- 1993 - Christmas in Rome. Archiv 00992809.

## Galería

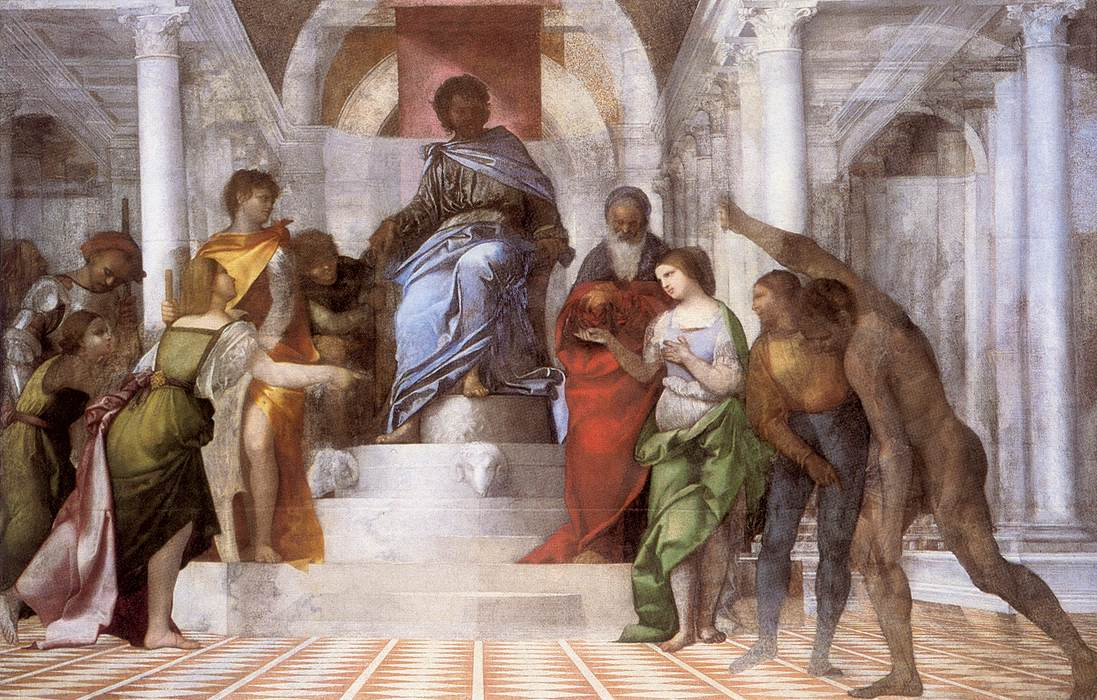
Óleo en tela de Sebastiano del Piombo: Juicio de Salomón[6] (Giudizio di Salomone, ca. 1505-1510), obra inacabada cuya imagen se empleó para la portada del disco Händel: Solomon.